# Noah Kiprono Ngeny
Noah Kiprono Ngeny (2 de novembre, 1978) és un ex atleta kenyà especialista en proves de mig fons.
Ngeny començà a practicar l'atletisme el 1996. Agafà fama mundial quan el 1997 va batre els rècords del món júnior dels 1500 metres i de la milla.
El 7 de juliol de 1999 a Roma, Ngeny fou segon darrere Hicham El Guerrouj en la prova on aquest darrer va batre el rècord del món de la milla (3:43.13). El temps de Ngeny (3:43.40) també fou quasi un segon inferior a l'antic rècord del món.de Noureddine Morceli. Aquest mateix any guanyà la medalla d'argent al Campionat del Món de Sevilla (rere El Guerrouj) i va trencar el rècord del món dels 1000 metres a Rieti (2:11.96).
Als Jocs Olímpics de Sydney 2000 assolí el seu major triomf, en derrotar Hicham El Guerrouj i guanyar la medalla d'or.
Diversos motius, entre ells les lesions i un accident de cotxe, feren que Ngeny no repetís èxits en el futur. El 22 de novembre de 2006 anuncià la seva retirada definitiva de l'atletisme.

## Millors marques
| Distància | Marca      | Data                | Seu      |
| --------- | ---------- | ------------------- | -------- |
| 800 m     | 1:44.49    | 28 de juliol, 2000  | Oslo     |
| 1.000 m   | 2:11.96 WR | 5 de setembre, 1999 | Rieti    |
| 1.500 m   | 3:28.12    | 11 d'agost, 2000    | Zúric    |
| Milla     | 3:43.40    | 7 de juliol, 1999   | Roma     |
| 2.000 m   | 4:50.08    | 30 de juliol, 1999  | Estocolm |
| 3.000 m   | 7:35.46    | 9 de juny, 2000     | Sevilla  |